# 류상욱
류상욱(1985년 3월 4일 ~ )은 대한민국의 배우이다.

## 연기 활동

### 드라마
- 2008년 MBC 일일연속극 《사랑해, 울지마》
- 2009년 MBC 수목미니시리즈 《신데렐라맨》 ... 박승재 역
- 2009년 MBC 창사48주년 특별기획드라마 《선덕여왕》 ... 대남보역
- 2009년 MBC 주말드라마 《인연만들기》 ... 강세원 역
- 2010년 KBS 1TV 6.25전쟁 60주년 특별기획드라마 《전우》 ... 위생병 박주용 일병 역
- 2010년 KBS 2TV 단막극《KBS 드라마 스페셜 - 나는 나비》 ... 권대웅 역
- 2012년 SBS TV 드라마스페셜 《부탁해요 캡틴》 ... 최종일 역 (특별출연)
- 2012년 SBS TV 아침연속극 《내 인생의 단비》 ... 최규원 역
- 2015년 SBS TV 설특집2부작드라마 《내일을 향해 뛰어라》 ... 안대세 역
- 2017년 tvN 수목드라마 《크리미널 마인드》

### 영화
- 2009년 : 《헬로우 마이 러브》 ... 이동화 역

### 뮤직비디오
- 2008년 : 브라운 아이즈 - 가지마 가지마
- 2008년 : 브라운 아이즈 - 너 때문에
- 2009년 : 카라 - Wanna
- 2009년 : 동영배 - Wedding Dress

### 방송
- 2008년 KBS 2TV 《연예가중계》